# Lough Gill
Lough Gill (irsky Loch Gile) je sladkovodní jezero v Irsku, ležící na hranici hrabství Sligo a hrabství Leitrim. Má rozlohu 12,8 km² a maximální hloubku 31 m. Vytéká z něj řeka Garavogue, která se vlévá do mořského zálivu Sligo Bay. Na jezeře se nachází okolo dvaceti neobydlených ostrovů, o jednom z nich napsal William Butler Yeats proslulou báseň „Lake Isle of Innisfree“. Jezero proto patří k nejvýznamnějším turistickým atrakcím Connachtu, je navštěvováno milovníky literatury i přírody, na pobřeží se nachází pevnost ze 17. století Parke's Castle, památka na období anglické kolonizace.
V jezeře žije vydra říční, losos obecný, mihule mořská a rak bělonohý, na ostrovech hnízdí rybák obecný, břehy jsou porostlé duby, vrbami a jeřáby, severní hranici výskytu zde má planika obecná.
Název Loch Gile znamená v irštině „světlé jezero“.